# Francesco de la Cruz
Francesco de la Cruz, és un estudiant i esportista peruà. Es el primer guanyador del Balloon World Cup.

## Carrera
El peruà actualment viu a la ciutat de Barcelona, Espanya, on porta classes i accepta que ha faltat per anar a l'esdeveniment. Allà resideix amb la seva família des de fa algun temps. Fins i tot, la seva mare va anar a veure-ho jugar al Balloon World Cup. Abans d'haver estat campió del Mundial de Globus, Francesco tenia una feina a la NASA, o al menys així ho diuen en to de broma a la pàgina del campionat mundial. No obstant això, per poder participar del torneig, va haver de deixar aquesta ocupació i viatjar fins a Port Aventura, espai on va tenir lloc el campionat. L'anunci de la seva arribada al mundial va ser sorprenent, ja que en una primera presentació no havien mostrat a cap peruà, però uns dies després va sortir el seu nom. Fins i tot, el jove campió va declarar que "encara em toca assimilar que m'hagi escrit Piqué al DM donant-me unes hores per enviar informació adjunta a vídeos".
D'aquesta manera, el peruà Francesco de la Cruz va iniciar la competició en els setzens de final i a l'enfrontar i guanyar a representant de Bulgària. Així mateix, en vuitens de final va aconseguir imposar-se al seu similar de Mongòlia, mentre que a quarts de final guanyo per globus d'or a el jugador de l'Argentina. Ja instal·lat a la semifinal, Francesco de la Cruz es va enfrontar al representant d'Espanya va aconseguir guanyar-li segellant el seu pas a la gran final, on va vèncer per 6-2 a l'alemany Jan Spieb. Després d'acabar el partit el futbolista espanyol, Gerard Piqué va escriure al seu compte de Twitter: "Enhorabona a tots, ha estat increïble", després de la coronació del peruà com a campió del certamen. Després d'això Francesco de la Creu es va convertir en el campió del primer Mundial de Globus, obtenint de premi un total de 10 mil euros, a més d'un trofeu de globus banyat en bronze. "Dia històric per Perú i Francesco de la Cruz. Campions de el primer Mundial de Globus!", Va publicar el compte del torneig Balloon World Cup. De fet, el mateix Comitè Olímpic Internacional, Pedro Castillo Terrones, president del Perú i Maricarmen Alva, presidenta de Congrés del Perú van felicitar al peruà.